# Scholz

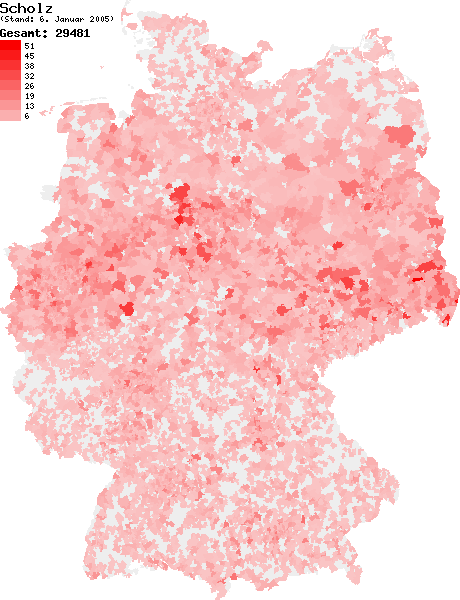
Verteilung des Namens in Deutschland (2005)

Scholz ist ein deutscher Familienname.

## Herkunft
Scholz ist die ostmitteldeutsche Form von Schulz, Schultz, Schulze und Schultze.

## Varianten
- Scholtz, Scholze, Scholtze, Szolc, Scultetus, Sculteti

## Namensträger

### A
- Achim Scholz (* 1949), deutscher Hörspielregisseur und Autor
- Adolf von Scholz (1833–1924), deutscher Verwaltungsjurist und Politiker
- Adolf Scholz (Fabrikant, 1860) (1860–1931), deutscher Fabrikant
- Adolf Scholz (Politiker) (1890–1980), deutscher Politiker (KPD, SED), MdL Lippe
- Adolf Scholz (Fabrikant, 1894) (1894–1950), deutscher Maschinenfabrikant und Mineraloge
- Adolf Bruno Max Scholz (1876–??), deutscher Politiker (DDP), MdHB
- Agnes Scholz (* 1985), deutsche Psychologin und Hochschullehrerin, siehe Agnes Rosner
- Albert Scholz (Jurist) (?–1905), deutscher Jurist
- Albert Scholz (Bildhauer) (* 1947/1948), deutscher Bildhauer
- Albin Scholz (* 1865), deutscher Opern- und Konzertsänger
- Aleks Scholz (* 1975), deutscher Astronom und Autor
- Alexander Scholz (* 1992), dänischer Fußballspieler
- Alfred Scholz (Politiker) (1876–1944), deutscher Politiker (SPD)
- Alfred Scholz (MfS-Mitarbeiter) (1921–1978), deutscher Beamter und Generalleutnant des Ministeriums für Staatssicherheit
- Alois Scholz (1821–1883), österreichischer Manager
- Andreas Scholz (Maler) (* 1955), deutscher Maler
- Andreas Scholz (Biologe) (1959–2019), deutscher Biologe und Molluskensammler
- Andreas Scholz (Sänger) (* 1964), deutscher Opernsänger (Bariton)
- Angelika Scholz (* 1945), deutsche Politikerin (CDU), MdL Hessen
- Anke Scholz (* 1978), deutsche Schwimmerin
- Anke K. Scholz (* 1974), deutsche Archäologin
- Anna Maria Scholz, bekannt als Anna Mateur (* 1977), deutsche Künstlerin
- Anton von Scholz (1829–1908), deutscher katholischer Theologe
- Anton Scholz (Schriftsteller) (1831–1912), sudetendeutscher Lehrer und Schriftsteller
- Arno Scholz (1904–1971), deutscher Journalist, Publizist und Verleger
- Arnold Scholz (1904–1942), deutscher Mathematiker
- Arthur Johannes Scholz (1883–1945), österreichischer Dirigent und Komponist
- August Scholz (Übersetzer) (1857–1923), deutscher Übersetzer
- August Scholz (Politiker) (1882–1948), deutscher Politiker (CDU), Oberbürgermeister von Remscheid
- August Scholz (Politiker, 1898) (1898–1971), österreichischer Politiker (SPÖ), Bezirksvorsteher von Ottakring

### B
- Barthel Scholz (1540–1614), Stadtrichter und Bürgermeister von Görlitz, Mathematiker, Astronom, Chronist und Historiograph, siehe Bartholomäus Scultetus
- Benjamin Scholz (Naturwissenschaftler) (1786–1833), österreichischer Mediziner, Chemiker und Naturforscher
- Benjamin Scholz (Designer) (* 1980), deutscher Grafikdesigner und Influencer
- Benjamin Scholz (Ruderer) (* 1987), deutscher Ruderer
- Bernd Scholz (Komponist) (1911–1969), deutscher Komponist
- Bernd Scholz-Reiter (* 1957), deutscher Wirtschaftsingenieur und Rektor der Universität Bremen
- Berndt-Ulrich Scholz (* 1939), deutscher Unternehmer und Fußballfunktionär
- Bernhard Scholz (Schriftsteller) (1831–1871), deutscher Schriftsteller, Dramatiker und Journalist
- Bernhard Scholz (1835–1916), deutscher Dirigent, Komponist und Musikpädagoge
- Bernhard Joachim Scholz (* 1969), deutscher Jurist, Richter am Bundessozialgericht
- Bernhard W. Scholz (Bernhard Walter Scholz; * 1931), deutsch-US-amerikanischer Historiker, Mediävist und Hochschullehrer
- Bettina Scholz (* 1979), deutsche Künstlerin
- Birger Scholz (* 1973), deutscher Finanzwissenschaftler und politischer Beamter
- Bubi Scholz (1930–2000), deutscher Boxer

### C
- Carl Scholz (Jurist) (1833–1893), deutscher Jurist und Politiker
- Carl Scholz (Architekt) (1836–1907), deutscher Architekt in Russland
- Carl Scholz (Autor) (1927–2009), deutscher Autor und Übersetzer ins Niederdeutsche
- Christian Scholz (Koptologe) (1697–1777), Hofprediger in Berlin, koptischer Sprachforscher und Pfarrer in Züllichau
- Christian Scholz (Verleger) (1806–1880), deutscher Verleger und Politiker
- Christian Scholz (Politiker) (1874–1931), deutscher Politiker
- Christian Scholz (Fotograf) (* 1951), deutscher Fotograf
- Christian Scholz (Wirtschaftswissenschaftler) (1952–2019), österreichischer Wirtschaftswissenschaftler
- Christian Scholz (Schachspieler) (* 1973), deutscher Schachspieler
- Christiane Scholz (* 1957), deutsche Ärztin und Politikerin (PDS), MdVK
- Christina Scholz (* 1955), deutsche Schauspielerin
- Christopher H. Scholz (* 1943), US-amerikanischer Geologe und Physiker
- Claus Scholz (Tischtennisspieler) (* 1948), deutscher Tischtennisspieler
- Claus Scholz (* 1979), deutscher Manager und Reality-TV-Darsteller
- Clemens Scholz (1909–nach 1970), deutscher Kaufmann, Unternehmer und Verbandsfunktionär
- Cordula Scholz (* 1966), deutsche Byzantinistin
- Corinna Scholz (* 1989), deutsche Curlerin

### D
- Daniel Scholz (Musiker, 1973) (* 1973), deutscher Komponist und Musikproduzent
- Daniel Scholz (Schauspieler) (* 1975), deutscher Schauspieler
- Daniel Scholz (Musiker, 1991) (* 1991), deutscher Schlagzeuger und Musikproduzent
- Daniel Sebastian Scholz (* 1983), deutscher Musiker, Musikproduzent, Neurowissenschaftler, Verhaltenstherapeut und Hochschullehrer
- Danilo Scholz (* 1984), deutscher Ideenhistoriker
- Deborah Scholz (* 2000), deutsche Volleyballspielerin
- Dieter Scholz (Sänger) (1932–2007), deutscher Operetten- und Opernsänger (Bass und Bariton).
- Dieter Scholz (Geograph) (1934–2006), deutscher Geograph
- Dieter Scholz (Theatergründer) (1937–2024), deutscher Schauspieler und Theaterleiter
- Dieter Scholz (Bischof) (* 1938), deutscher Geistlicher, Bischof von Chinhoyi
- Dieter Scholz (Kunsthistoriker) (* 1960), deutscher Kunsthistoriker
- Dieter Scholz (Judoka), deutscher Judoka
- Dietmar Scholz (1933–2016), deutscher Autor und Künstler

### E
- Eckhard Scholz (Eishockeyspieler) (* 1953), deutscher Eishockeyspieler
- Eckhard Scholz (Ingenieur) (* 1963), deutscher Maschinenbau-Ingenieur, Automobilmanager und Politiker in Hannover
- Edmund Scholz (1835–1920), Großdechant der Grafschaft Glatz und Generalvikar des Erzbistums Prag in Preußen
- Elfriede Scholz (1903–1943), deutsches NS-Opfer
- Elfriede Scholz-Ehrsam (1917–nach 1977), deutsche Psychologin und Hochschullehrerin
- Elvira Scholz (* 1930), deutsche Opernsängerin (Sopran)
- Emil Scholz (* 1927), deutscher Boxer
- Erhard Scholz (* 1947), deutscher Mathematikhistoriker
- Erich Scholz (1911–2000), deutscher Architekt, Autor und SS-Mitglied
- Erik Scholz (1926–1995), ungarischer Künstler
- Erna Scholz (1906–1935), deutsche Lokalpolitikerin (KPD) und Widerstandskämpferin gegen das NS-Regime
- Ernst Scholz (Politiker, 1874) (1874–1932), deutscher Jurist und Politiker (DVP)
- Ernst Scholz (Maler) (1904–1987), deutscher Maler, Grafiker und Illustrator
- Ernst Scholz (Gewerkschafter) (1904–1997), Gewerkschafter und Sozialist
- Ernst Scholz (Politiker, 1913) (1913–1986), deutscher Politiker (KPD, SED)
- Erwin Christian Scholz (1910–1977), österreichischer Pianist, Komponist und Musikwissenschaftler
- Eva-Ingeborg Scholz (1928–2022), deutsche Schauspielerin

### F
- Fabian Scholz (* 1990), österreichischer Eishockeyspieler
- Ferdinand Scholz von Rarancze (1856–1922), österreichisch-ungarischer General
- Frances Scholz (* 1962), deutsch-US-amerikanische Künstlerin
- Franz Scholz (Politiker, 1797) (1797–1865), deutscher Politiker, Mitglied der Frankfurter Nationalversammlung
- Franz Scholz (Politiker, II), österreichischer Politiker, MdL Niederösterreich
- Franz Scholz (Jurist) (1873–1958), deutscher Richter und Autor
- Franz Scholz (Politiker, 1876) (1876–1960), tschechoslowakischer christlicher Gewerkschafter und Politiker
- Franz Scholz (Theologe) (1909–1998), deutscher  Priester und Theologe
- Franz Paul Scholz (1772–1837), deutscher Geistlicher, Naturforscher und Autor
- Fred Scholz (* 1939), deutscher Geograph
- Freddy Scholz (* 1961), deutscher Fechter
- Freimut Scholz (* 1936), deutscher Philosoph und Museumspädagoge
- Friedrich Scholz (Politiker) (1845–1922), österreichischer Politiker, Bürgermeister von Villach
- Friedrich Scholz (Komponist) (1926–2008), deutscher Komponist und Schriftsteller.
- Friedrich Scholz (Sprachwissenschaftler) (1928–2016), deutscher Sprachwissenschaftler, Baltist und Slawist
- Friedrich Scholz-Babisch (1890–1944), deutscher Widerstandskämpfer
- Fritz Scholz (Maler) (ab 1927 Scholz-Wetterhof; 1891–nach 1944), deutscher Maler
- Fritz von Scholz (Friedrich Max Karl Scholz Edler von Rarancze; 1896–1944), deutscher Offizier
- Fritz Scholz (Chemiker) (* 1955), deutscher Chemiker und Hochschullehrer

### G
- Georg Scholz (Maler) (1890–1945), deutscher Maler
- Georg Scholz (Geistlicher) (1900–1945), deutscher römisch-katholischer Geistlicher und Märtyrer
- Georg Scholz (Politiker, 1904) (1904–nach 1967), deutscher Politiker (LDPD), Mitglied der Volkskammer der DDR
- Georg Scholz (Eishockeyspieler) (* 1937), deutscher Eishockeyspieler
- Georg Scholz (Politiker, 1958) (1958–2022), deutscher Politiker (SPD)
- Gerd Scholz (* 1935), deutscher Politiker (SPD), Stadtverordneter, Fraktionsvorsitzender und Vorstandsvorsitzender
- Gerhard Scholz (Politiker, 1898), deutscher Politiker (KPD), MdL Preußen
- Gerhard Scholz (Philologe) (1903–1989), deutscher Philologe, Germanist und Literaturhistoriker
- Gerhard Scholz (Leichtathlet, I), deutscher Marathonläufer
- Gerhard Scholz (Leichtathlet, II), deutscher Geher
- Gerhard Scholz (Fußballspieler) (1935–1970), deutscher Fußballspieler
- Gerhard Scholz (Schauspieler), deutscher Schauspieler
- Gerhard Scholz (Politiker, II), deutscher Gewerkschafter und Politiker, MdV
- Gerhard Scholz-Rothe (1913–1991), deutscher Musiker, Musikpädagoge und Komponist
- Gerold Scholz (* 1944), deutscher Erziehungswissenschaftler
- Gertrud Scholz (1881–1950), deutsche Politikerin (SPD)
- Gottfried Scholz (Politiker) (1837–1926), deutscher Politiker, MdL Preußen
- Gottfried Scholz (* 1936), österreichischer Musikwissenschaftler
- Gregory Scholz (* 1981), deutscher Politiker (SPD)
- Gudrun Scholz (Hockeyspielerin) (* 1940), deutsche Hockeyspielerin
- Gudrun Scholz (Kunstwissenschaftlerin) (1947–2024), deutsche Kunstwissenschaftlerin
- Günter Scholz (Pädagoge) (* 1939), deutscher Pädagoge und Hochschullehrer
- Günter Scholz (Historiker) (* 1940), deutscher Historiker
- Günter Scholz (Maler) (1941–2010), deutscher Maler, Grafiker und Objektkünstler
- Günter-Willi Scholz (* 1952), deutscher Politiker (SED, PDS)
- Günther Scholz (Pilot) (1911–2014), deutscher Pilot und Autor
- Günther Scholz (Journalist) (1919–2003), deutscher Journalist
- Günther Scholz (Erziehungswissenschaftler) (* 1941), deutscher Erziehungswissenschaftler, Psychologe und Hochschullehrer
- Gunhild Scholz (* 1940), deutsche Badmintonspielerin
- Gunther Scholz (* 1944), deutscher Regisseur
- Gustav Scholz (Architekt) (1880–1939), deutsch-russischer Ingenieur und Architekt
- Gustav Scholz (1930–2000), deutscher Boxer, siehe Bubi Scholz

### H
- Hanna Scholz (* 1992), deutsche Schauspielerin
- Hannes Scholz (1934–2017), deutscher Fußballtrainer und -funktionär
- Hans Scholz (Musikschriftsteller) (1879–1953), deutscher Musikschriftsteller
- Hans Scholz (Sänger) (1906–nach 1956), deutscher Opern- und Konzertsänger
- Hans Scholz (1911–1988), deutscher Schriftsteller, Journalist und Maler
- Hans Scholz (Regisseur) (* 1929), deutscher Regisseur
- Hartmut Scholz (Radsportler) (1941–2001), deutscher Bahnradsportler
- Hartmut Scholz (Kunsthistoriker) (* 1956), deutscher Kunsthistoriker
- Hasso Scholz (* 1937), deutscher Pharmakologe, Toxikologe und Hochschullehrer
- Heiger Scholz (* 1957), deutscher Verwaltungsjurist, politischer Beamter und Politiker (SPD)
- Heiko Scholz (* 1966), deutscher Fußballspieler und -trainer
- Heiko Frank Scholz (* 1962), deutscher Politiker (AfD)
- Heinrich Scholz (Jurist, 1794) (1764–1839), mährisch-österreichischer Jurist
- Heinrich Scholz (Logiker) (1884–1956), deutscher Logiker, Philosoph und Theologe
- Heinrich Scholz (Jurist, 1904) (1904–1997), deutscher Jurist und Staatsanwalt
- Heinrich Scholz (Politiker) (1933–2003), deutscher Politiker (SED)
- Heinrich Scholz, bekannt als Guido Zingerl (1933–2023), deutscher Maler, Zeichner und Karikaturist
- Heinrich Karl Scholz (1880–1937), österreichischer Bildhauer
- Heinz Scholz (Musiker) (1897–1988), österreichischer Pianist und Komponist
- Heinz Scholz (Schauspieler) (1910–1978), deutscher Schauspieler
- Heinz Scholz (Politiker), deutscher Politiker (SPD), MdHB
- Heinz Scholz (Fußballspieler) (* 1937), deutscher Fußballspieler
- Heinz Egon Scholz (* 1917), österreichischer Schriftsteller und Lyriker
- Heinz Peter Scholz (1916–1992), deutscher Schauspieler und Hörspielsprecher
- Helene Scholz-Zelezny (1882–1974), österreichische Bildhauerin und Medailleurin
- Helga Scholz-Hoppe (* 1937), deutsche Richterin am Bundesgerichtshof und am Bundesverwaltungsgericht
- Helmut Scholz (Politiker, 1924) (1924–1967), deutscher Politiker (SED)
- Helmut Scholz (Staatssekretär) (1929–2022), deutscher Staatssekretär
- Helmut Scholz (Politiker, 1954) (* 1954), deutscher Politiker (Die Linke)
- Hermann Scholz (Pfarrer) (1853–1929), deutscher protestantischer Theologe und Pfarrer
- Hermann Scholz (Fabrikant) (* 1932), deutscher Fabrikant
- Hildemar Scholz (1928–2012), deutscher Botaniker
- Hugo Scholz (Wirtschaftsfunktionär) (1894–nach 1975), deutscher Wirtschaftsfunktionär
- Hugo Scholz (Schriftsteller) (1896–1987), deutscher Schriftsteller und Landwirt

### I
- Imme Scholz (* 1964), deutsche Soziologin
- Inge Scholz-Strasser (* 1952), österreichische Kulturmanagerin
- Ingo Scholz (1947–2023), deutscher Ruderer
- Isabel Scholz (* 1980), deutsche Schauspielerin

### J
- Jackson Scholz (1897–1986), US-amerikanischer Leichtathlet
- Jean Paul Friedrich Scholz (1831–1907), deutscher Arzt und Klinikdirektor
- Jens Scholz (* 1959), deutscher Mediziner, Anästhesiologe und Hochschullehrer
- Joachim Scholz (Autor) (1924–2023), deutscher Buchautor
- Joachim Scholz (Maler) (1934–2004), deutscher Maler und Grafiker
- Joachim Scholz (Meteorologe) (1903–1937), deutscher Meteorologe
- Joachim Scholz (Politiker) (* 1962), deutscher Kommunalpolitiker
- Joachim J. Scholz (* 1942), deutscher Germanist
- Johann Martin Augustin Scholz (1794–1852), deutscher katholischer Theologe
- Johannes Scholz (1888–1956), deutscher Verleger und Vertriebenenfunktionär
- Johannes R. Scholz, deutscher Sozialarbeiter und Entwicklungshelfer
- John-Robert Scholz (* 1989), deutscher Seismologe
- Jonas Scholz (* 1999), deutscher Fußballspieler
- Josef Scholz (1835–1916), österreichischer Chirurg, Maler und Numismatiker
- Joseph Scholz (Verleger) (1768–1813), deutscher Fabrikant und Verleger
- Joseph Scholz (Verwaltungsjurist) (1882–1958), deutscher Landrat
- Joseph B. Scholz (auch Josef) (1857–1915), deutscher Gerichtssekretär und Florist
- Jürgen Scholz (1929–2010), deutscher Unternehmer und Werbetexter
- Julius Scholz (1839–1920), deutscher Oberlehrer und Alpinist

### K
- Kajo Scholz (1953–2008), deutscher Lyriker
- Karl Scholz (1879–1957), österreichischer Maler
- Karl Scholz (Ökonom) (1886–1962), deutsch-US-amerikanischer Wirtschaftswissenschaftler und Hochschullehrer
- Karl Philipp Scholz (1846–1921), deutscher Fabrikant
- Karsten Scholz (* 1969), deutscher Pianist und Dirigent
- Katharina Scholz (* 1983), deutsche Hockeyspielerin, siehe Katharina Hentschel
- Katharina Scholz-Manker (* 1956), österreichische Schauspielerin
- Katharina Scholz-Wanckel (1916–2009), deutsche Malerin
- Katrin Scholz (* 1969), deutsche Geigerin
- Kelly Scholz (* 1994), deutsche Fußballspielerin
- Kent Scholz (* 1968), deutscher Fußballspieler und -trainer
- Klaus Scholz (* 1935), deutscher Archivar und Historiker
- Klaus H. Scholz (1920–1986), deutscher Agrarwissenschaftler und Hochschullehrer
- Kornelia Scholz (1953–1991), deutsche Malerin und Sängerin
- Kurt Scholz (* 1948), österreichischer Politiker

### L
- Leander Scholz (* 1969), deutscher Kulturwissenschaftler und Schriftsteller
- Leonhard Scholz (1720–1798), deutscher Spezereienhändler und Organist
- Leopold Scholz (1748/1756–1826), deutscher Schauspieler
- Lilly Scholz (1903–1994), österreichische Eiskunstläuferin
- Lisa-Marie Scholz (* 1988), deutsche Fußballspielerin
- Lorenz Scholz von Rosenau (auch Laurentius Scholtz; 1552–1599), deutscher Botaniker und Arzt
- Lothar Scholz (1935–2015), deutscher Fliesenkünstler
- Ludwig Scholz (Mediziner) (1868–1918), deutscher Psychiater
- Ludwig Scholz (Politiker) (1937–2005), deutscher Politiker (CSU)

### M
- Manfred Scholz (Manager) (1937–2008) deutscher Industriemanager und Verbandsfunktionär
- Manfred Scholz (Politiker) (* 1938), deutscher Politiker (SPD)
- Manfred Günter Scholz (1938–2014), deutscher Germanist
- Maria Scholz (1861–1944), mährische Schriftstellerin und Mäzenin, siehe Maria Stonawski
- Maria Scholz, Geburtsname von Maria Blumenthal (1909–1947), deutsche Schriftstellerin
- Maria Scholz (Politikerin) (1925–2010), deutsche Politikerin (CDU)
- Marie Scholz-Babisch (1891–nach 1970), deutsche Historikerin und Bibliothekarin
- Marina Scholz (* 2006), deutsche Fußballspielerin
- Marita Scholz (* 1977), deutsche Ruderin
- Markus Scholz (Archäologe) (* 1970), deutscher Archäologe
- Markus Scholz (Unternehmensethiker) (* 1978), deutscher Wirtschaftswissenschaftler und Unternehmensethiker
- Markus Scholz (Fußballspieler) (* 1988), deutscher Fußballtorwart
- Markus Scholz (Politiker) (* 1996), deutscher Politiker (Bündnis 90/Die Grünen)
- Martin Scholz (Musiker), deutscher Jazzmusiker und Komponist
- Martin Scholz (Kommunikationswissenschaftler) (* 1963), deutscher Kommunikationswissenschaftler, Fotograf, Designer und Professor an der Hochschule Hannover
- Martin Scholz (Orgelbauer) (* 1963), deutscher Orgelbauer
- Martin Scholz (Journalist) (* 1963), deutscher Journalist
- Martin Scholz (Mediziner) (* 1965), deutscher Neurochirurg
- Martin Scholz (Moderator) (* 1974), deutscher Sänger und Fernsehmoderator
- Martin Scholz (Basketballspieler) (* 1981), deutscher Basketballspieler und -trainer
- Max Scholz (General) (1849–1939), deutscher Generalmajor
- Max Scholz (Maler) (1855–1906), deutscher Maler
- Max Scholz (Ökonom) (1906–1977), deutscher Wirtschaftsfunktionär
- Max Scholz (Bildhauer) (* 1955), deutscher Bildhauer und Installationskünstler
- Michael Scholz, deutscher Publizist und Bibliothekar
- Michael Scholz-Hänsel (* 1955), deutscher Kunsthistoriker und Hochschullehrer
- Michael F. Scholz (* 1958), deutscher Historiker, Autor und Hochschullehrer
- Monika Scholz (* 1941), deutsche Malerin und Grafikerin

### N
- Nadja Scholz (* 1977), deutsche Journalistin, Literaturwissenschaftlerin und Medienmanagerin
- Norbert Scholz (Eishockeyspieler, 1950) (* 1950), deutscher Eishockeyspieler
- Norbert Scholz (Eishockeyspieler, 1956) (* 1956), deutscher Eishockeytorwart

### O
- O. Berndt Scholz (* 1941), deutscher Psychologe und Psychotherapeut
- Olaf Scholz (* 1958), deutscher Politiker (SPD) und ehemaliger Bundeskanzler der Bundesrepublik Deutschland
- Olaf Scholz (Eishockeyspieler) (* 1968), deutscher ehemaliger Eishockeyspieler
- Oliver Scholz (* 1960), deutscher Politiker (CDU)
- Oscar Scholz (1909–nach 1992), deutscher Werbewirtschaftsmanager und Werbefachmann
- Oskar Scholz (1857–1944), deutscher Heimatforscher
- Oskar Berndt Scholz (* 1941), siehe O. Berndt Scholz
- Ottilie Scholz (1948–2024), deutsche Politikerin (SPD)
- Otto Scholz (Fotograf) (1844–1908), deutscher Fotograf
- Otto Scholz (Autor) (1891–1944), deutscher (NS-)Kinderbuchautor
- Otto Scholz (1916–2010), deutscher Chirurg
- Otto Scholz-Forni (1847–1925), deutscher Jurist und Richter

### P
- Paul Scholz (Politiker, 1822) (1822–1908), deutscher Rittergutsbesitzer und Parlamentarier
- Paul Scholz (Theologe) (1828–1900), deutscher Theologe
- Paul Scholz (Maler) (1859–1940), österreichischer Maler
- Paul Scholz (1878–1961), deutscher Theaterschauspieler, siehe Curt Westermann
- Paul Scholz (Maler, 1901) (1901–1956), deutscher Maler
- Paul Scholz (Politiker, 1902) (1902–1995), deutscher Politiker (KPD, DBD)
- Paul Scholz (Politiker, 1915) (1915–1976), deutscher Politiker (CDU)
- Paul Scholz (Polizist) (* 1951), deutscher Polizeibeamter
- Peter Scholz (Diplomat, 1930) (1930–2019), deutscher Diplomat
- Peter Scholz (Bergsteiger) (1943–1972), deutscher Bergsteiger
- Peter Scholz (Diplomat, 1952) (* 1952), deutscher Diplomat
- Peter Scholz (Leichtathlet) (* 1959), deutscher Hürdenläufer
- Peter Scholz (Schauspieler), deutsch-österreichischer Theaterschauspieler
- Peter Scholz (Althistoriker) (* 1965), deutscher Althistoriker
- Peter Scholz (Kunsthistoriker) (* 1977), deutscher Kunsthistoriker und Kurator
- Peter-Hugo Scholz (1954–2019), deutscher Journalist, Autor und Bergsteiger
- Philipp Scholz (* 1990), deutscher Jazzmusiker
- Philipp Scholz (Volleyballspieler) (* 1997), deutscher Volleyballspieler
- Pia Scholz (* 1997), österreichische Twitch-Streamerin, siehe Shurjoka
- Piotr Scholz (* 1991), polnischer Fusion- und Jazzmusiker
- Piotr O. Scholz (1944–2016), polnischer Orientalist und Kunsthistoriker

### R
- Rainer Scholz (1954–2022), deutscher Fußballspieler und -trainer
- Richard Scholz (Maler) (1860–1939), deutscher Maler und Illustrator
- Richard Scholz (Entomologe) (1866–1935), deutscher Entomologe
- Richard Scholz (Historiker) (1872–1946), deutscher Historiker
- Robert Scholz (Fotograf) (1843–1926), deutscher Fotograf in Görlitz
- Robert Scholz (Schauspieler, 1853) (1853–nach 1902), deutscher Schauspieler
- Robert Scholz (Schauspieler, 1886) (1886–1927), deutscher Schauspieler
- Robert Scholz (Politiker) (1897–nach 1938), österreichischer Straßenmeister-Anwärter und Politiker
- Robert Scholz (Kunsthistoriker) (1902–1981), deutscher Kunsthistoriker, Kunstjournalist und Kunstschriftleiter
- Robert Scholz (Pianist) (1902–1986), österreichischer Pianist
- Robert Scholz-Forni (1886–nach 1930), deutscher Unternehmer
- Roland Scholz (* 1950), Schweizer Mathematiker und Psychologe
- Rolf Scholz (* 1980), deutscher Basketballtrainer
- Roman Karl Scholz (1912–1944), österreichischer Seelsorger und Widerstandskämpfer
- Ronny Scholz (* 1978), deutscher Radrennfahrer
- Roswitha Scholz (* 1959), deutsche Publizistin
- Rüdiger Scholz (Germanist) (* 1939), deutscher Literaturwissenschaftler
- Rüdiger Scholz (* 1957), deutscher Politiker (CDU)
- Rudolf Scholz (Architekt) (1876–vor 1927), deutscher Architekt
- Rudolf Scholz (Fußballspieler) (* 1923), deutscher Fußballspieler
- Rudolf Scholz (Organist) (1933–2012), österreichischer Organist und Musikpädagoge
- Rudolf Scholz (Schriftsteller) (1939–2019), deutscher Schriftsteller und Journalist
- Rudy Scholz (1896–1981), US-amerikanischer Rugbyspieler
- Rupert Scholz (* 1937), deutscher Staatsrechtler und Politiker (CDU)

### S
- Sabine Bächle-Scholz (* 1965), deutsche Politikerin (CDU)
- Sebastian Scholz (* 1962), deutscher Historiker
- Sieglinde Scholz-Amoulong (* 1945), deutsche Featureautorin
- Stanca Scholz-Cionca, deutsche Japanologin
- Stefan Scholz (* 1964), deutscher Ruderer
- Stefan Scholz (Diplomat) (* 1966), österreichischer Diplomat
- Stefan Jan Scholz (* 1938), deutscher Architekt in Berlin
- Stefanie Scholz, deutsche Sozialwirtin und Professorin für Data Science in Social Economy
- Susanne Scholz (Anglistin) (* 1966), deutsche Anglistin, Literaturwissenschaftlerin und Hochschullehrerin
- Susanne Scholz (Musikerin) (* 1969), österreichische Geigerin und Dirigentin
- Sylka Scholz (* 1964), deutsche Soziologin und Hochschullehrerin

### T
- Tanja Scholz (* 1984), deutsche Para-Schwimmerin und Paralympics-Siegerin
- Theodor Scholz (Missionar) (1880–1950), deutscher evangelischer Missionar in China
- Theodor Scholz (1883–1964), deutscher Journalist und Zeitungsverleger
- Thomas Scholz (* 1960), deutscher Fußballspieler
- Timo Scholz (* 1972), deutscher Radrennfahrer
- Tom Scholz (* 1947), US-amerikanischer Musiker
- Trebor Scholz (* 1969), US-amerikanischer Soziologe und Hochschullehrer

### U
- Udo Scholz (Stadionsprecher) (1939–2020), deutscher Stadionsprecher
- Udo W. Scholz (* 1939), deutscher Klassischer Philologe
- Ulrich Scholz (* 1941), deutscher Kulturgeograf und Hochschullehrer
- Uwe Scholz (1958–2004), deutscher Choreograf und Ballettdirektor

### V
- Valeska Scholz (* 1980), deutsche Illustratorin und Grafikdesignerin
- Vera Scholz von Reitzenstein (1924–2018), Schweizer Bildhauerin und Plastikerin
- Viktor Scholz (1935–2023), russisch-deutscher Kirchenmusikdirektor und Konzertorganist
- Volkmar Scholz (* 1965), deutscher Leichtathlet

### W
- Walter Scholz (Journalist) (1911–1982), deutscher Journalist und Maler
- Walter Scholz (Wirtschaftswissenschaftler) (1920–nach 1985), deutscher Wirtschaftswissenschaftler
- Walter Scholz (Politiker) (* 1929), deutscher Parteifunktionär und Politiker (SED), MdV
- Walter Scholz (Musiker) (* 1938), deutscher Musiker
- Wenzel Scholz (1787–1857), österreichischer Schauspieler
- Werner Scholz (Maler) (1898–1982), deutsch-österreichischer Maler
- Werner Scholz (Violinist) (1926–2012), deutscher Violinist und Hochschullehrer
- Werner Scholz (Journalist) (1930–2019), deutscher Journalist und Parteifunktionär (SED)
- Werner Scholz (Fußballspieler) (* 1944), deutscher Fußballspieler
- Werner Oskar Scholz (1938–2013), deutscher Lehrer und Glockenforscher
- Wilfried Scholz (* 1950), deutscher Langstreckenläufer
- Wilhelm Scholz (Karikaturist) (1824–1893), deutscher Zeichner und Karikaturist
- Wilhelm Scholz (Schriftsteller) (1863–1939), deutscher Schriftsteller, Antiquar und Redakteur
- Wilhelm Scholz (Pianist) (1870–nach 1921), österreichischer Pianist
- Wilhelm Scholz (Schriftsteller, 1873) (1873–1967), österreichisch-tschechischer Schriftsteller
- Wilhelm von Scholz (1874–1969), deutscher Schriftsteller
- Wilhelm Scholz (Verbandsführer) (1877–nach 1938), Verbandsführer der deutschen Automobilindustrie
- Wilhelm Eduard Scholz (um 1807/08–1866), deutscher Komponist und Kapellmeister
- Willi Scholz (1930–2003), deutscher Schauspieler
- William Scholz (1884–1967), deutscher Schiffbau- und Maschinenbauingenieur
- Willibald Scholz (1889–1971), deutscher Neuropathologe und Psychiater
- Willy Scholz (1889–1945), deutscher Politiker (KPD)
- Winfried Scholz, bekannt als W. W. Shols (1925–1981), deutscher Autor
- Wolfgang Scholz (Mediziner) (1906–2002), deutscher Arzt und Regattasegler
- Wolfgang Scholz (Feuerwehrmann) (1932–2021), deutscher Feuerwehrmann
- Wolfgang Scholz (Architekt) (* 1949), deutscher Architekt
- Wolfgang H. Scholz (* 1958), deutscher Maler, Fotograf und Filmregisseur